# Funivia dell’Etna
Die Funivia dell’Etna ist eine Luftseilbahn am 3323 m s.l.m. hohen Ätna, dem höchsten aktiven Vulkan Europas, in der Nähe von Catania auf der italienischen Insel Sizilien. Betrieben wird die Bahn von der Funivia dell’Etna S.p.A.

## Geschichte
Die erste Seilbahn auf den Etna in Sizilien wurde in den 1950er Jahren errichtet. Sie war eine 3er Gruppen-Pendelbahn, die in 2 Sektionen unterteilt war. Die zweite Sektion wurde 1971 bei einem Ausbruch des Etna durch die Lavamassen zerstört. Am 30. Juli 2001 wurde die erste Sektion bei einem weiteren Ausbruch ebenfalls zerstört.
Daraufhin wurde die Anlage durch eine Einsektionen EUB von Agudio aus Poma ersetzt. Auch diese Bahn wurde durch Ausbrüche 2001 und 2002 zerstört. Die jetzige Bahn wurde anschließend gebaut.
Betrieben wird die Bahn von der Funivia dell’Etna S.p.A.

## Streckenverlauf und Stationen

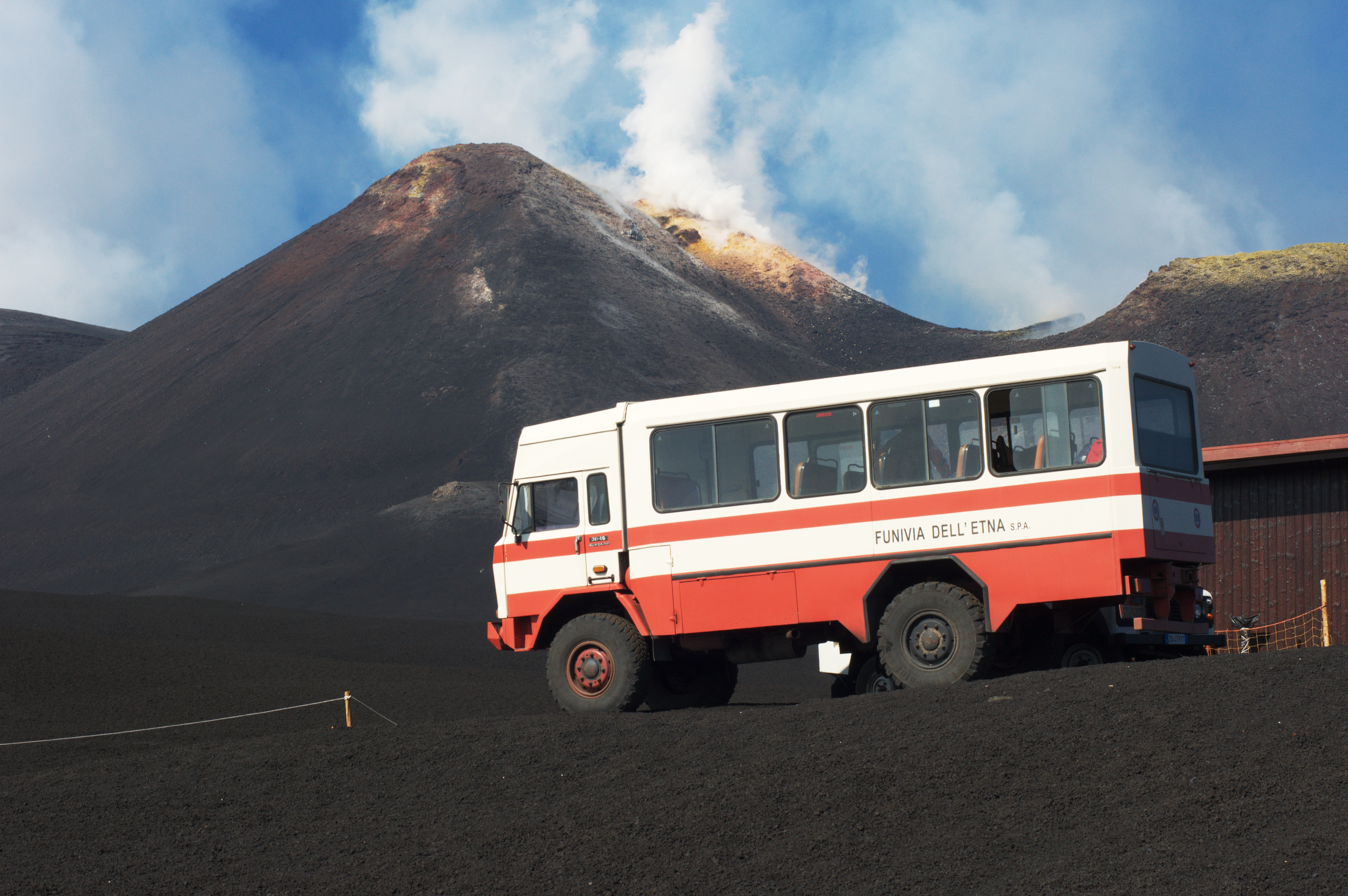
Geländegängiger Bus der Funivia dell’Etna

- Talstation Rifugio Sapienza Sud (1923 m s.l.m.) am Silvestri-Krater
- Bergstation La Montagnola (2504 m s.l.m.)

Die Bahn benötigt etwa 15 Minuten für die einfache Fahrt. Von der Station La Montagnola fahren Allradbusse auf etwa 3000 m s.l.m.

## Sonstige Bahnen
Auf dem Ätna gibt es einen Skilift, weil der Berg ein beliebtes Wintersportgebiet beherbergt. Dieses ist nur geöffnet, wenn der Ätna nicht aktiv ist.